# Альтипорт
Альтипорт - це аеродром для невеликих літаків і вертольотів, розташований у гірській місцевості. Цей термін, як правило, обмежується описом невеликих гірських аеродромів у Французьких Альпах. Альтипорти, як правило, характеризуються тим, що мають злітно-посадкову смугу з вираженим нахилом, що сприяє гальмуванню літака при посадці та прискоренню під час зльоту. Це необхідно, оскільки через значну висоту над рівнем моря літакам потрібна більша швидкість при зльоті та посадці.

## Список альтипортів

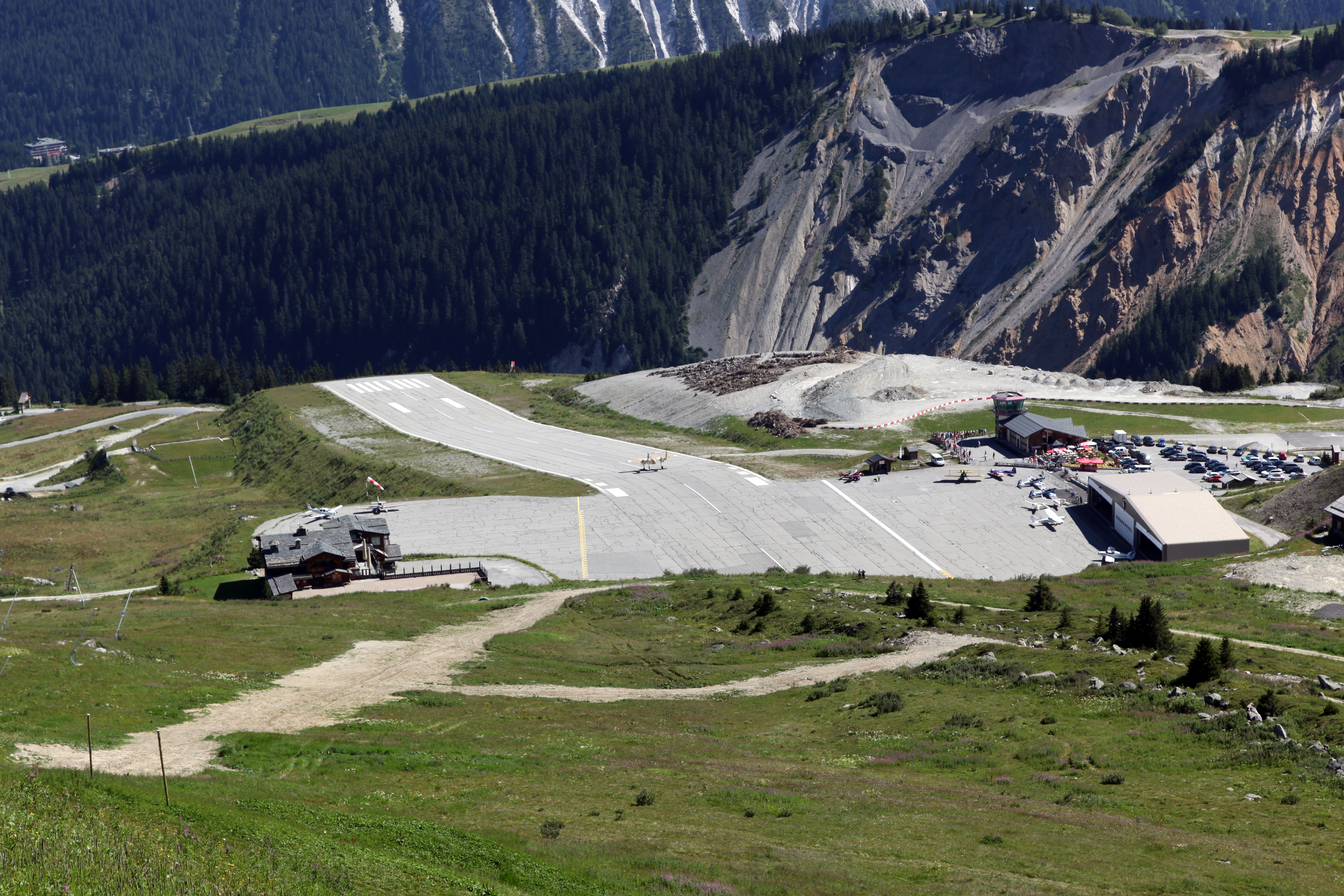
Похила злітно-посадкова смуга Альтипорту Куршевель.

| Altiport                                  | Країна  |
| ----------------------------------------- | ------- |
| Аеропорт Альпе-д'Юес                      | Франція |
| Альтипорт Куршевель                       | Франція |
| Аеродром Корліє                           | Франція |
| Ла-Розьєр, Савойя                         | Франція |
| Альтипорт Ла-Мотт-Шаланкон                | Франція |
| Альтипорт Межев                           | Франція |
| Альтипорт Мерібель                        | Франція |
| Альтипорт Пейрагюд (Альтипорт 007)        | Франція |
| Альтипорт Тінь                            | Франція |
| Альтипорт Валлуар                         | Франція |
| Аеропорт Уа Пу                            | Франція |
| Аеропорт Коро                             | Фіджі   |
| Аеропорт імені Тенцінга і Хілларі (Лукла) | Непал   |